# Es ist doch der Osterbeagle
Es ist doch der Osterbeagle ist ein Peanuts-Zeichentrickfilm, der auf den Comics des Zeichners Charles M. Schulz basiert. Der Film ist der zwölfte von über vierzig Kurzfilmen mit den Peanuts, die zwischen 1965 und 1994 produziert wurden. Der Zeichentrickfilm war 1975 für einen Emmy nominiert.
Das TV-Special wurde erstmals in den Vereinigten Staaten zu Ostern am 9. April 1974 im Abendprogramm auf CBS Network ausgestrahlt. Danach sendete CBS es von 1974 bis 2000 jährlich zu Ostern. ABC wiederholte das Special von 2001 bis 2014 sporadisch. Es wurde in Deutschland erstmals am 27. März 1978 im ZDF ausgestrahlt.

## Handlung
Während der Großteil der Peanuts mit den Vorbereitungen für Ostern beschäftigt ist, versucht Linus vergeblich, sie davon zu überzeugen, dass alles nur Zeitverschwendung sei und der Osterbeagle sich um alles kümmern wird. Nur Charlie Browns Schwester Sally glaubt ihm, obwohl sie nach dem vergeblichen Warten auf den großen Kürbis an Halloween skeptisch bleibt.
Während Peppermint Patty die Farben zum Färben der Ostereier vorbereitet, versucht Marcie die Eier nach Anweisung vorzubereiten, aber da sie das noch nie gemacht hat, unterlaufen ihr dauernd Fehler. Derweil belehrt Lucy Schroeder auffordernd, dass die Ostertage eine Zeit seien, in der Jungen Mädchen Geschenke machen. Er erklärt ihr genervt, dass Ostern die Zeit der Erneuerung sei, der Beginn des Frühlings.
Woodstock wacht nach einem kalten Frühlingsregen fröstelnd in seinem Nest auf. Er wendet sich an Snoopy, den Beagle von Charlie Brown, der ihm ein Vogelhäuschen kauft. Zunächst hasst Woodstock es, baut es aber bald zu einer voll eingerichteten Junggesellenbude um. Neugierig darauf, mehr von innen zu sehen, bleibt Snoopy mit seiner Nase im Eingangsloch stecken und zertrümmert versehentlich das Vogelhaus, woraufhin er Woodstock ein anderes Haus kauft. Als alle in die Stadt gehen, um restliche Osterbesorgungen zu machen, versucht Linus erneut, seine Freunde von der Existenz des Osterbeagles zu überzeugen, bis Lucy empört schreit, es gäbe keinen Osterbeagle. Von Peppermint Pattys letztem Taschengeld kaufen sie und Marcie eine dritte Packung Eier. Marcie ruiniert aber auch diese. Lucy beschließt unterdessen, nichts dem Zufall zu überlassen. Sie versteckt ihre selbstbemalten Eier im Wald und notiert von jedem den genauen Ort, um sie am Ostermorgen zu finden. Sie ist sicher, so die beste Eiersuche überhaupt zu haben.
Unbemerkt folgt Snoopy ihr und sammelt jedes einzelne der Eier auf. Am Ostermorgen, als alle deprimiert und freudlos sind, verteilt er tanzend als Osterbeagle Eier an alle. Auch Sally hört auf, Linus zu beschimpfen, weil sie ihm geglaubt hatte, als sie den Beagle bemerken. Als er zu Charlie Brown kommt, sind Snoopy die Eier ausgegangen, und er schenkt dem enttäuschten Charlie Brown stattdessen nur ein verlegenes Lächeln. Am Ende, als alle (außer Charlie Brown) Ostereier erhalten haben, sind alle glücklich, bis auf Lucy. Sie ist immer noch wütend, dass der Osterbeagle ihr eines ihrer eigenen Eier gegeben hat. Linus schlägt vor, dass sie mit Snoopy darüber reden soll. Sie sucht seine Hundehütte auf, um einen Streit zu provozieren, aber Snoopy nimmt ihr die Wut durch einen entwaffnenden Kuss auf die Wange. Lucy lächelt daraufhin, weil Ostern sie doch noch glücklich gemacht hat. Dann sagt sie bestätigend: „So ein Oster-Beagle!“

## Besetzung und Synchronisation
Die erste Synchronfassung entstand bei der Beta-Technik Gesellschaft für Filmbearbeitung mbH in München. Andrea Wagner schrieb das Dialogbuch und führte Regie. Die zweite Synchronisation wurde für Apple TV+ bei der FFS Film- & Fernseh-Synchron aufgenommen. Diesmal stammten die Texte von Andrea Pichlmaier und die Regie übernahm Hubertus von Lerchenfeld.
| Rolle            | Originalsprecher     | Synchronsprecher (1977) | Synchronsprecher (2021) |
| ---------------- | -------------------- | ----------------------- | ----------------------- |
| Charlie Brown    | Todd Barbee          | Veronika Neugebauer     | Moritz Blaich           |
| Sally Brown      | Lynn Mortensen       | N. N.                   | Franziska Hartmann      |
| Linus van Pelt   | Stephen Shea         | Jan Odle                | Noah Göhrle             |
| Lucy van Pelt    | Melanie Kohn         | Scarlet Cavadenti       | Laura Jenni             |
| Marcie           | James „Jimmy“ Ahrens | N. N.                   | Valentina Roda          |
| Peppermint Patty | Linda Ercoli         | Kristin Fiedler         | Charlotte Riedel        |
| Snoopy/Woodstock | Bill Meléndez        | O-Ton                   | O-Ton                   |
| Schroeder        | Greg Felton          | N. N.                   | Benedikt Kienle         |

## Filmmusik
Die Musik wurde von Vince Guaraldi komponiert und von John Scott Trotter dirigiert und arrangiert. Am 12., 20., 26. Februar und 14. März 1974 wurde sie vom Vince Guaraldi Trio in den Wally Heider Studios aufgenommen, zusammen mit Seward McCain (Bass) und Eliot Zigmund (Schlagzeug).
Der Song Snoopy and Woodstock ist eine Bearbeitung des Liedes Mystery Theme aus dem Film Wer hat das Nest geklaut? (It’s a Mystery, Charlie Brown), der zwei Monate vor It’s the Easter Beagle, Charlie Brown ausgestrahlt wurde.
1. Peppermint Patty
2. Easter Theme
3. Beethovens Klaviersonate Nr. 3, 1. Satz – Allegro con brio (Ludwig van Beethoven)
4. Snoopy and Woodstock (Version 1)[10]
5. Linus and Lucy (Version 1)
6. Woodstock’s Dream (Version 1)
7. Background No. 1
8. Easter Theme
9. Woodstock’s Dream (Version 2)
10. Snoopy and Woodstock (Version 2)
11. Background No. 2
12. Kitchen Music (Version 1)
13. Linus and Lucy (Version 2)
14. Woodstock’s Pad
15. Woodstock’s Dream (Version 3)
16. Notenbüchlein für Anna Magdalena Bach, Menuet B-Dur, Paloneiße (sic) g-Moll (BWV Anh. 116–119) (Johann Sebastian Bach)
17. Woodstock’s Dream (Version 4)
18. Kitchen Music (Version 2)[10]
19. Linus and Lucy (Version 1)
20. Linus and Lucy (Version 2)
21. Beethovens 7. Sinfonie, Zweiter Satz – Allegretto (Ludwig van Beethoven)
22. Beethovens 7. Sinfonie, Erster Satz – Poco sostenuto (Ludwig van Beethoven)
23. Background No. 3
24. Linus and Lucy (Version 3)
25. Easter Theme[8]

Es wurde kein offizieller Soundtrack des Films veröffentlicht. Mitte der 2000er Jahre entdeckte Guaraldis Sohn David die Masterbänder von sieben Peanuts-Fernsehspecials aus den 1970er Jahren, die Guaraldi vertont hatte. Das führte zur Veröffentlichung von Snoopy and Woodstock (Version 1) und Kitchen Music (Version 2), die auf dem Kompilationsalbum Vince Guaraldi and the Lost Cues from the Charlie Brown Television Specials, Volume 2 (2008) veröffentlicht wurden. Außerdem wurde 2008 eine Live-Version von Woodstock’s Pad (mit dem falschen Titel Then Came You) auf der Doppel-CD Live on the Air von einem Konzert des Vince Guaraldi Trios veröffentlicht, das ursprünglich am 6. Februar 1974 aufgenommen wurde (zwei Jahre vor Guaraldis Tod).

## Medien
It’s the Easter Beagle, Charlie Brown wurde zuerst am 4. April 2003 von Paramount Home Entertainment auf DVD veröffentlicht. Anschließend erschien der Film von Warner Bros. Entertainment zusammen mit anderen Specials am 5. Mai 2009 mit 13 Folgen als Peanuts Deluxe Collection, am 20. Oktober 2009 unter dem Titel Peanuts 1970’s Collection Volume 1 und am 17. November 2009. Außerdem wurde er 2004 in Großbritannien von Firefly Entertainment zusammen mit Das Leben ist ein Zirkus, Charlie Brown (Life Is a Circus, Charlie Brown) veröffentlicht.
Frühere Home-Media-Veröffentlichungen von It’s the Easter Beagle, Charlie Brown waren in der Vergangenheit 1982 im CED-Format (Capacitance Electronic Disc), 1986 und 1988 auf VHS von Media Home Entertainment bzw. dem Tochterunternehmen Hi-Tops Video, ab 9. März 1994 von Paramount Home Video in einer Schuberverpackung und ab 1. Oktober 1996 in einer Klapphülle erhältlich.

## Trivia
- Dieser Film war der letzte, in dem Charlie Brown von Todd Barbee gesprochen wurde, bevor ihn Duncan Watson ablöste.